# 무기의 그늘
《무기의 그늘》은 황석영이 80년대에 월간조선에 연재한 장편소설이다. 1983년 1월부터 3월까지 1부를, 1987년 9월부터 1988년 3월까지 2부를 연재했고, 1988년 단행본으로 출간되었다. 1989년 제4회 만해문학상을 수상했다.

## 등장인물
- 안영규
- 팜 민(范明)
- 팜 꾸엔(范權)
- 오혜정
- 스태플리
- 찬 티 소안(陳氏春)
- 레이(麗)
- 토이